# La Reine morte
La Reine morte est un drame en trois actes d'Henry de Montherlant écrit en 1942 et représenté pour la première fois le 8 décembre 1942 à la Comédie-Française dans une mise en scène de Pierre Dux, des décors et costumes de Roland Oudot, avec Jean Yonnel, Madeleine Renaud et Julien Bertheau. Dans les années soixante, le rôle d'Inès de Castro fut interprété avec talent par Geneviève Casile, sociétaire de la Comédie-Française (mise en scène de Pierre Dux puis de Pierre Franck), rôle qu'elle a également interprété pour la télévision dans une réalisation de Roger Iglésis.
La Reine morte fut un succès au théâtre et est une des pièces les plus connues de l'auteur. Elle développe le thème classique de l'amour contrarié par la raison d'État.

## Genèse de l'œuvre
Selon les dires mêmes de Montherlant, la pièce a été écrite en moins de cinq semaines autour de mai 1942 à Grasse.
Son inspiration est due à l'homme de lettres Jean-Louis Vaudoyer, alors administrateur de la Comédie-Française, qui, en octobre 1941, suggère à l'auteur de réaliser la traduction d'une pièce de théâtre du Siècle d'or espagnol. Montherlant lit en particulier Aimer sans savoir qui (Amar sin saber a quién), de Lope de Vega et Régner après sa mort (Reinar después de morir), de Luis Vélez de Guevara. Cette dernière pièce, inspirée de l'histoire des rois de Portugal Alphonse IV et Pierre Ier et d'Inés de Castro, retient l'attention de l'auteur par les thèmes abordés qui résonnent avec ses propres désirs d'écriture et le projet de traduction évolue en la création d'une pièce totalement inédite,.
La répétition générale n'ayant pas été satisfaisante, Pierre Dux et Vaudoyer décident de couper certaines scènes pour la première, sans en discuter avec l'auteur au préalable. Celui-ci, froissé, n'est pas présent pour la première. La pièce est néanmoins un succès : la centième est célébrée à la Comédie-Française le 8 novembre 1943 ; la pièce est jouée à l'étranger, même par des prisonniers de guerre en Allemagne.

## Personnages et distribution à la création
- Ferrante, roi de Portugal, 70 ans — Jean Yonnel
- Le Prince Don Pedro, son fils, 26 ans — Julien Bertheau
- Egas Coelho, premier ministre — Maurice Escande
- Alvar Gonçalvès, conseiller — Maurice Donneaud
- Don Christoval, anciennement gouverneur du Prince (vieillard) — André Bacqué
- Le Grand Amiral et Prince de la Mer — Maurice Chambreuil
- Dino Del Moro, page du roi —  M. François
- Don Eduardo, secrétaire de la main (vieillard) — Louis Seigner
- Don Manoël Ocayo — Jean Valcourt
- L’infant de Navarre — Jean Deninx
- Le capitaine Batalha — Pierre de Rigoult
- Deux pages du roi — J. Udrezal et J. Ory
- Le lieutenant Martins — Jacques Charon
- Inès de Castro, 26 ans — Madeleine Renaud
- L’Infante de Navarre (Dona Bianca), 17 ans — Renée Faure
- Trois dames d’honneur de l’Infante — Jane Faber, Nadine Marziano et Mireille Perrey
- Officiers, Soldats, Gens de la Cour

Mise en scène de Pierre Dux, décors et costumes de Roland Oudot.

## Argument
Un mariage est prévu entre l'Infante de Navarre et le prince Pedro, fils de Ferrante, roi de Portugal. Il s'agit de fonder une alliance politique entre les deux royaumes contre la Castille.
La pièce débute par une entrevue entre le roi Ferrante et l'Infante de Navarre, au château de Montemor-o-Velho. La jeune fille de dix-sept ans lui annonce que le fils du roi, Pedro, refuse le mariage. Humiliée, elle décide de repartir pour la Navarre. Ferrante lui demande un délai afin de pouvoir raisonner son fils.
Lors d'un entretien privé avec Pedro, il va ainsi essayer de rappeler à son fils ses devoirs de prince. Il refuse que sa liaison et son affection pour Inès de Castro (qu’on lui a rapporté) l'empêchent d'épouser l'Infante. Malgré l'insistance de Ferrante, Pedro refuse obstinément l'idée de ce mariage. Il est profondément amoureux de la jeune femme et ne veut pas sacrifier son bonheur à la raison d’État. Craignant son père, il n'a pas non plus eu le courage de lui annoncer qu'il s'est marié en secret avec Inès et qu'elle attend un enfant de lui. C'est Inès elle-même qui dira la vérité au roi, sans toutefois lui préciser qu'elle est enceinte.
Ferrante fait arrêter son fils et l'enferme au château de Santarém, dans le seul but de le ramener à la raison. Le mariage ne pouvant être cassé, plusieurs conseillers du roi le poussent à faire mourir Inès au nom de la raison d'État. Il s'agit à la fois de faire disparaître celle qui fait obstacle à une alliance politique essentielle et de montrer l'autorité du roi. Ferrante, qui éprouve de l'affection pour la jeune femme, s'y refuse. Il croit en une solution plus diplomatique et suspecte par ailleurs des mauvaises intentions chez certains de ses conseillers.
Inès ignore les menaces qui pèsent sur elle et a même la possibilité de voir son mari. Elle ne vit que pour Pedro et l'enfant qu'elle sent dans son ventre. L'Infante quant à elle, bien que blessée dans son orgueil par le prince Pedro, se prend d'affection pour Inès. Elle l'informe des dangers qu'elle court et lui propose de l'emmener avec elle en Navarre. Ainsi elle sera sauvée. Inès refuse : elle croit en la bonté du roi et ne veut pas abandonner l'époux qu'elle aime.
Inès reste donc à la cour et s'entretient longuement avec le roi Ferrante. Il se confie à elle et lui fait part des douleurs du pouvoir et de sa lassitude. Inès lui avoue alors qu'elle porte l'enfant de Pedro. L'entretien se poursuit encore et Ferrante finit par dire à Inès de partir, escortée de ses quatre hommes. Lorsqu'elle est sortie, on comprend qu'il a décidé de la faire assassiner sur la route. Malgré ses hésitations, il ne fait rien pour la sauver. Quelques instants après, il est pris d'un malaise et meurt. Le cadavre d'Inès est alors apporté sur une civière. Pedro, très ému, vient pleurer sur sa femme tandis que les princes lui prêtent allégeance. Le corps de Ferrante reste seul, abandonné.

## Jugements
- « Avoir écrit La Reine Morte suffit à justifier une vie », Maurice Maeterlinck[réf. incomplète]
- « Devant cette Reine morte, quel sentiment ? Un sentiment complexe. Mettons : une double humilité. Le regret de ne pas avoir fait une œuvre plus belle. Et, en même temps, se sentir assez petit devant ce qu'on a soi-même créé. » (Henry de Montherlant, En relisant La Reine morte, 1954)

## Mises en scène fameuses
- En 1971, la pièce est mise en scène par Jean Deschamps au Festival de Carcassonne et au Festival de Collioure.
- En 2008, la mise en scène de Jean-Laurent Cochet au Théâtre 14 Jean-Marie Serreau avait pour parti-pris de restituer la noirceur et l'humour de l'œuvre, et leur puissance aux personnages de Ferrante et d'Inès (interprétés par Jean-Laurent Cochet et Catherine Griffoni).

## Adaptations

### Télévision
Deux adaptations de La Reine morte ont été tournées pour la télévision française :
- Une première, en 1961, par Roger Iglésis, avec Geneviève Casile dans le rôle d'Inès et Jean Yonnel celui de Ferrante (c'est lui qui avait créé le rôle en 1942) sur une musique originale de Georges Delerue[4].

- Une seconde, en 2009, par Pierre Boutron (diffusion le 19 mai 2009 sur France 2). Les rôles principaux sont attribués à Michel Aumont (le roi Ferrante), Gaëlle Bona (Inès de Castro), Thomas Jouannet (Don Pedro) et Astrid Berges-Frisbey (l'Infante de Navarre).

### Ballet et opéra
Un ballet en deux actes est chorégraphié et mis en scène par Kader Belarbi sur une musique de Tchaïkovsky et créé le 26 octobre 2011 au Théâtre du Capitole de Toulouse.
La Reine morte, opéra de Daniel-Lesur est créé à Radio France le 19 mars 2005 avec Anne-Marguerite Werster, Ines de Castro - Laurent Naouri, le roi Ferrante - Béatrice Uria-Monzon, l'infante de Navarre - Fabrice Mantegna, Don Pedro, chœur et orchestre philharmonique de Radio-France sous la direction de Lawrence Foster.

### Cinéma
- La Reine morte (Inês de Castro) est un film luso-espagnol réalisé par José Leitão de Barros, sorti en 1944. Bien qu'il ne reprenne pas directement l'intrigue de la pièce de Montherlant, le film s'inspire de la même histoire.

- Cette pièce est mentionnée au début du film de François Truffaut, Le Dernier métro.

## Éditions
- La Reine morte (ill. Michel Ciry), Paris, Henri Lefébvre, 1942 (édition originale).
- La Reine morte, Paris, Gallimard, 1942.  La Reine morte ou Comment on tue les femmes, suivi de Régner après sa mort, de Guevara.